# Саміт G-20 у Ріо-де-Жанейро (2024)
Саміт G-20 у Ріо-де-Жанейро — дев'ятнадцята зустріч голів держав Групи двадцяти (G20), яка пройшла 18-19 листопада 2024 року в Бразилії, в Музеї сучасного мистецтва Ріо-де-Жанейро.

## Президент
Головування Бразилії офіційно почалося 1 грудня 2023 року під головуванням президента Луїса Інасіо Лули да Сілви під девізом «Побудова справедливого світу та стійкості планети».

## Пріоритети порядку денного
Бразилія визначила три основні пріоритети порядку денного для діалогу G20 у 2024 році:
- соціальна інклюзія та боротьба з голодом;
- енергетичний перехід та сталий розвиток у його соціальних, економічних та екологічних аспектах;
- реформа інститутів глобального керування.

Звертаючись до країн G20 в Індії 10 вересня 2023 року, Лула да Сілва оголосив про створення робочої групи з глобальної мобілізації проти зміни клімату з метою створення форм для отримання доходу та зменшення нерівності для людей, що постраждали від зміни клімату. Ще одним напрямом бразильського головування стане робота із всеосяжною реформою глобальних інститутів, таких як Світовий банк, Міжнародний валютний фонд і Світова організація торгівлі, на додаток до реформи Ради Безпеки ООН, з метою розширення голосу та впливу «Глобального Півдня» на світовій арені.
G20 Social
Бразильське головування також ініціювало майданчик «G20 Social», де вперше організація залучить громадське суспільство до дебатів, де воно зможе взяти участь та зробити свій внесок в обговорення і формулювання політики щодо саміту.

## Договір проти голоду та бідності
24 липня 2024 року федеральний уряд Бразилії спільно з країнами G20 та міжнародними організаціями розробив багатосторонній договір «Глобальний альянс проти голоду та бідності» для підтримки та прискорення зусиль до викорінення голоду і бідності, одночасно скорочуючи нерівність. Ратифікація всіма сторонами очікується в листопаді 2024 року під час саміту G20.

## Учасники саміту
Саміт 2024 року став першим для президента Аргентини Хав'єра Мілея, прем'єр-міністра Великобританії Кіра Стармера, президента Мексики Клаудії Шейнбаум і прем'єр-міністра Японії Сіґеру Ісіба, а також останнім для президента США Джо Байдена, голови Європейської Ради Шарля Мішеля, прем'єр-міністра Канади Джастіна Трюдо.

У саміті відмовився брати участь президент Росії Володимир Путін, пояснивши це небажанням зривати захід у зв'язку з ордером на його арешт, виданим Міжнародним кримінальним судом (Бразилія, згідно з Римським статутом зобов'язана заарештувати Путіна). Росію на саміті представляв міністр закордонних справ Сергій Лавров. На саміт також вирішив не приїжджати фактичний правитель Саудівської Аравії кронпринц Мухаммед ібн Салман; королівство представляв міністр закордонних справ. 

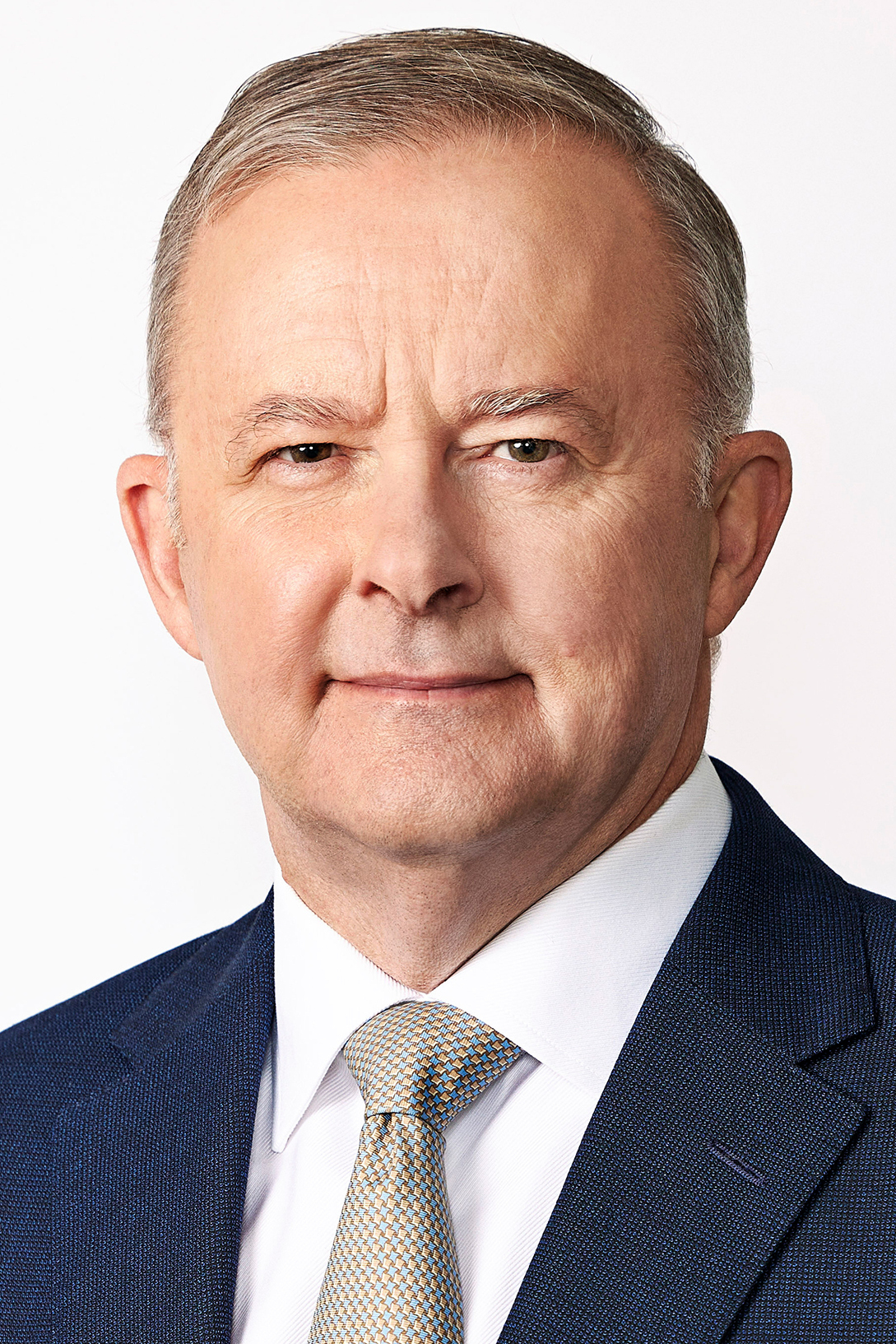
Австралія Ентоні Албанізі, Прем'єр-міністр
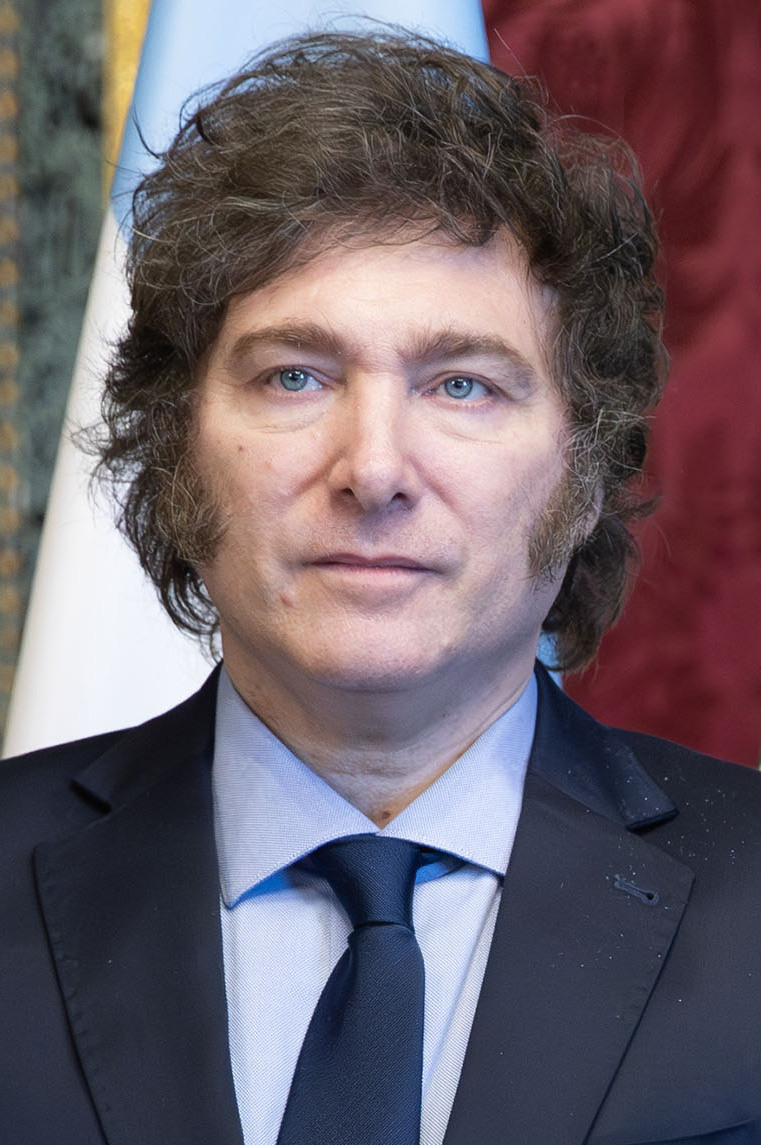
Аргентина Хав'єр Мілей, Президент
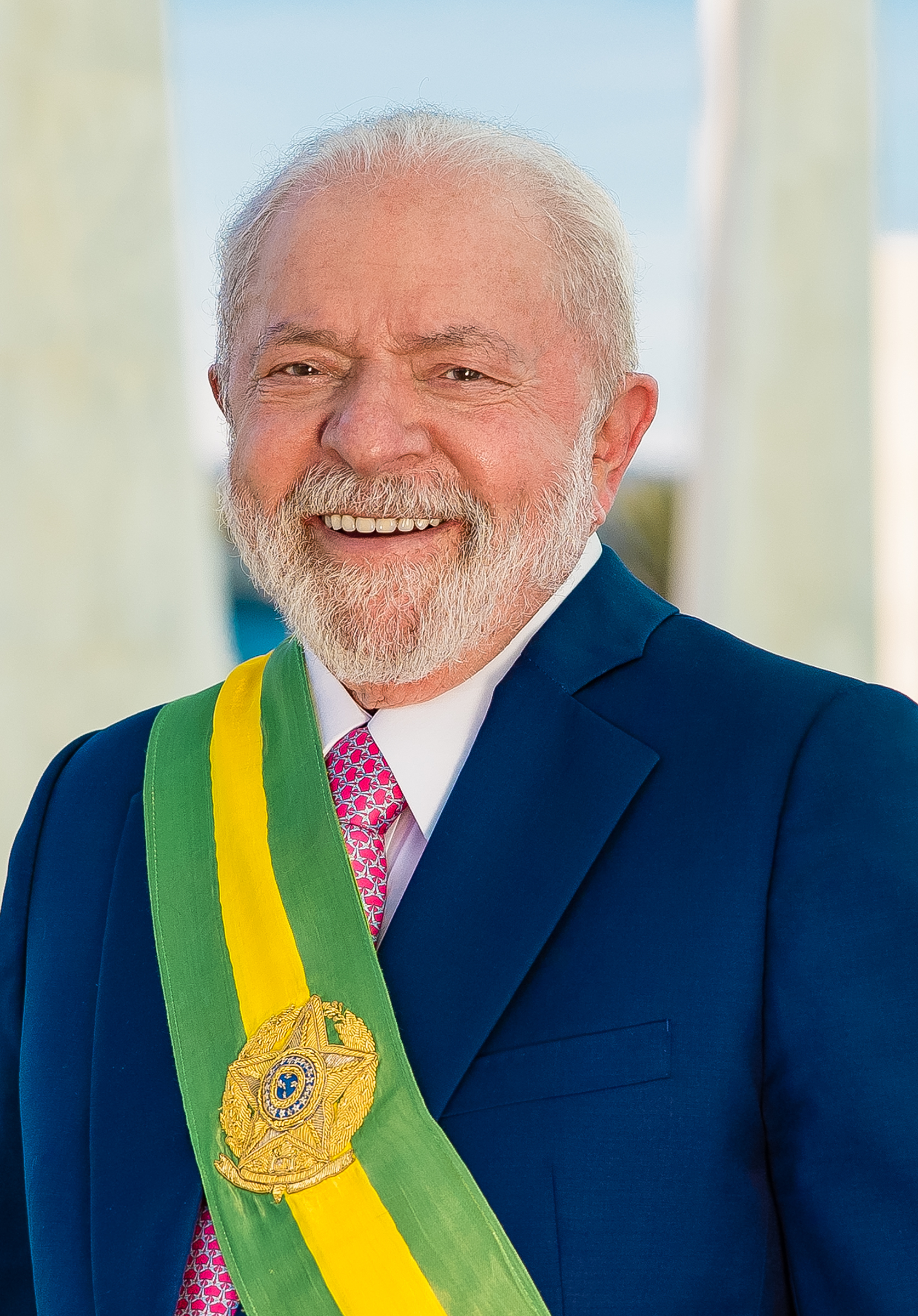
Бразилія Луїс Інасіо Лула да Сілва, Президент, Господар саміту
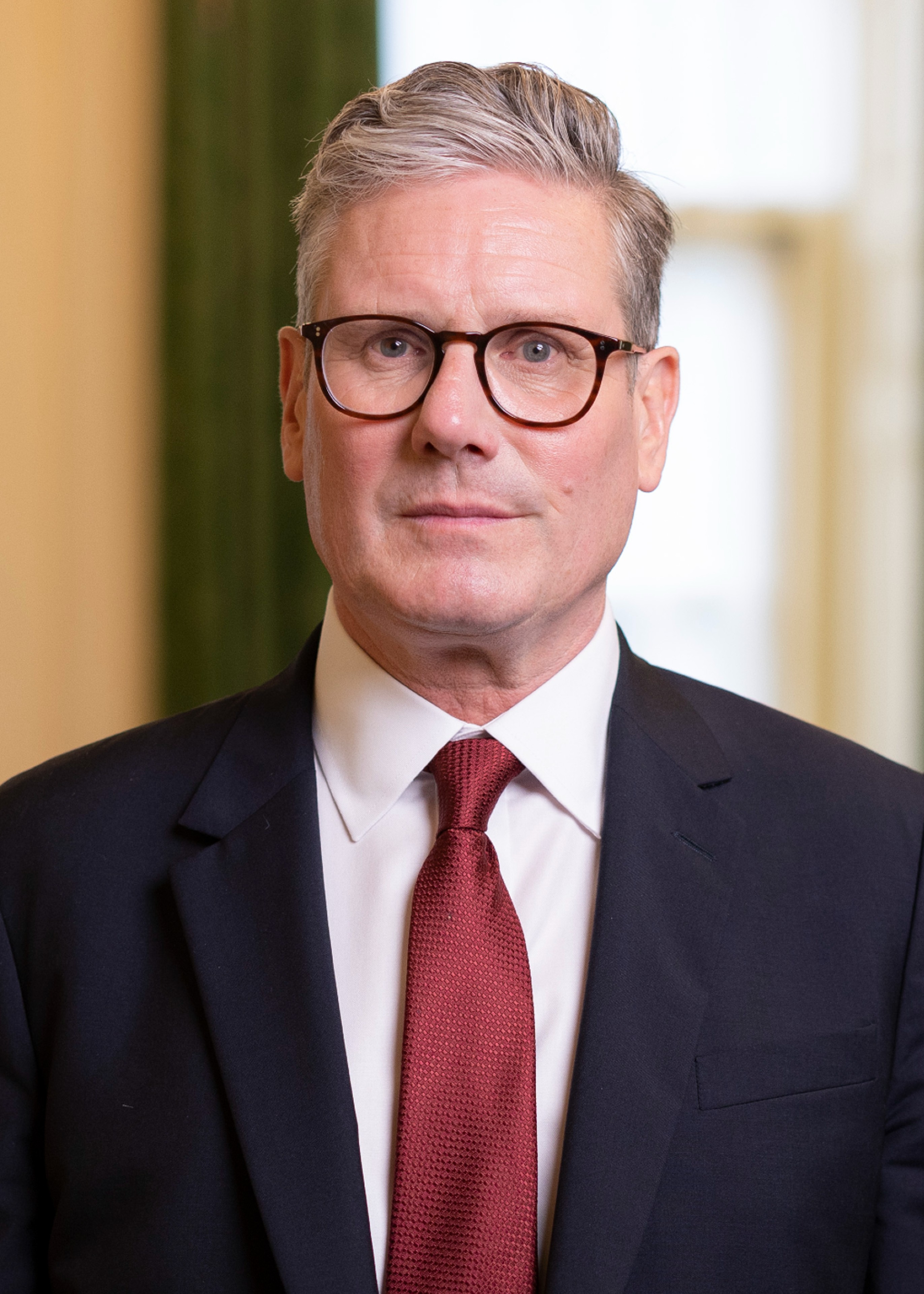
Велика Британія Кір Стармер, Прем'єр-міністр
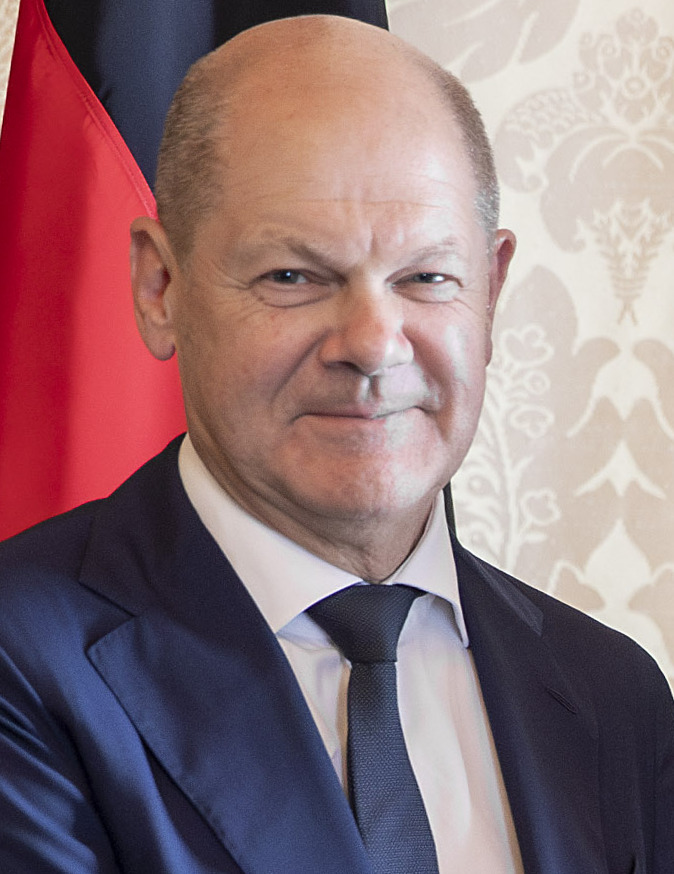
Німеччина Олаф Шольц, Канцлер
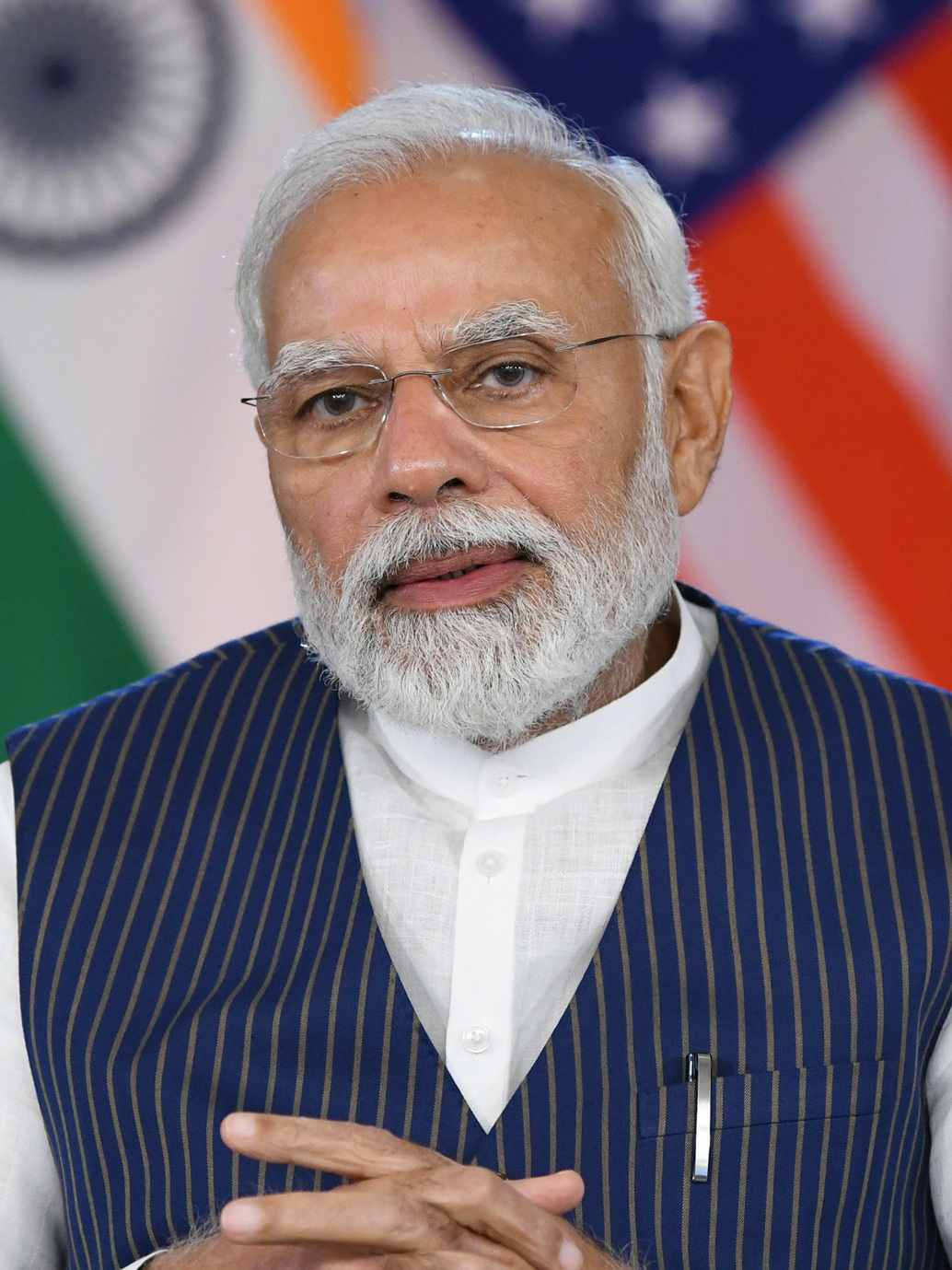
Індія Нарендра Моді, Прем'єр-міністр
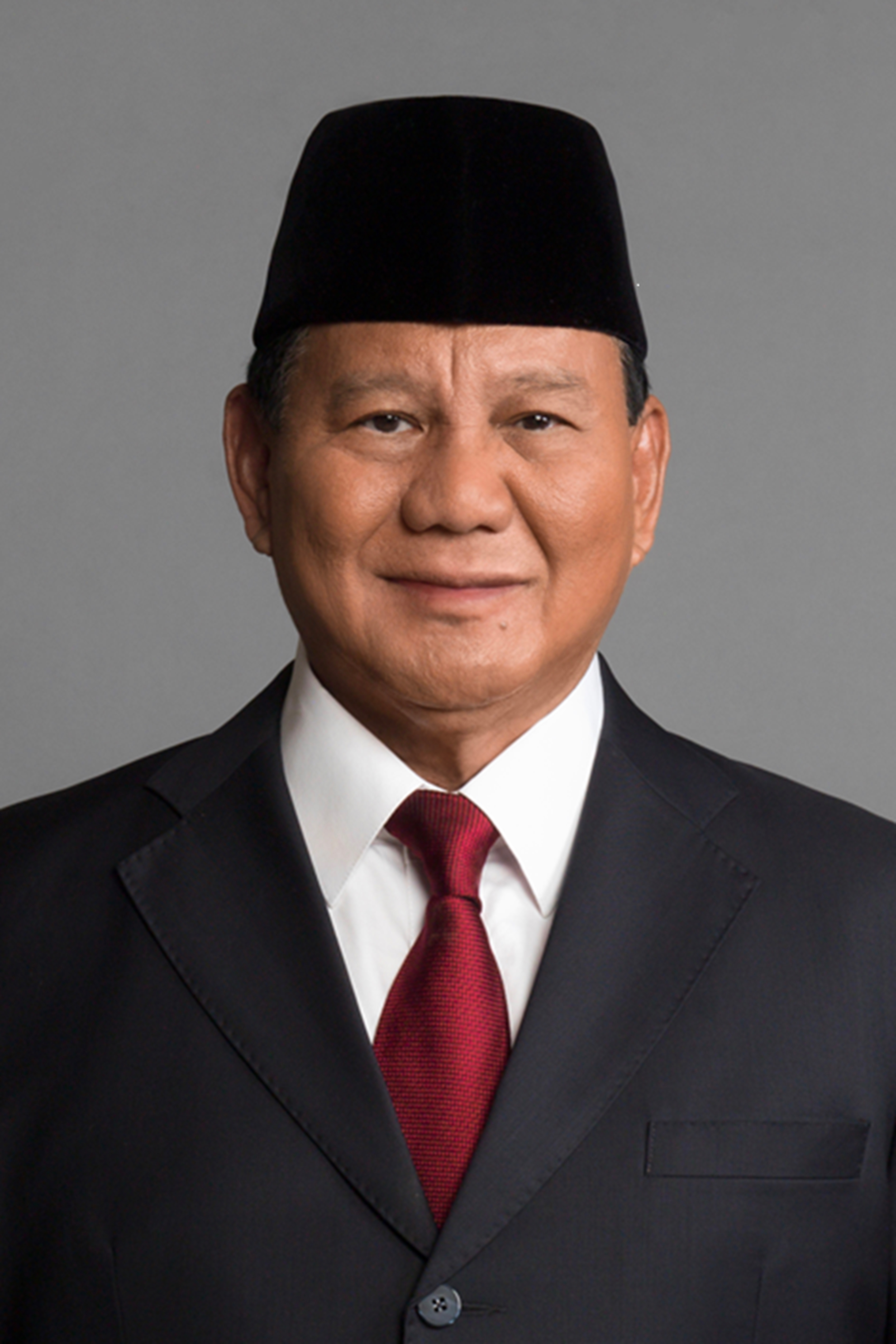
Індонезія Прабово Субіанто, Президент
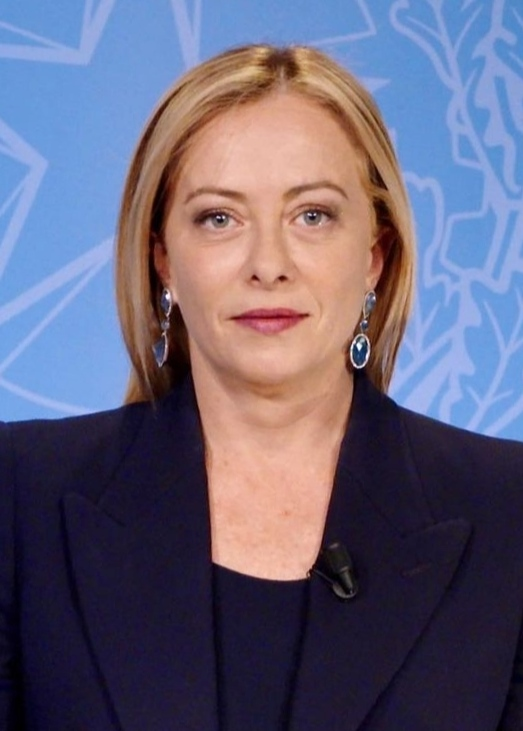
Італія Джорджа Мелоні, Прем'єр-міністр
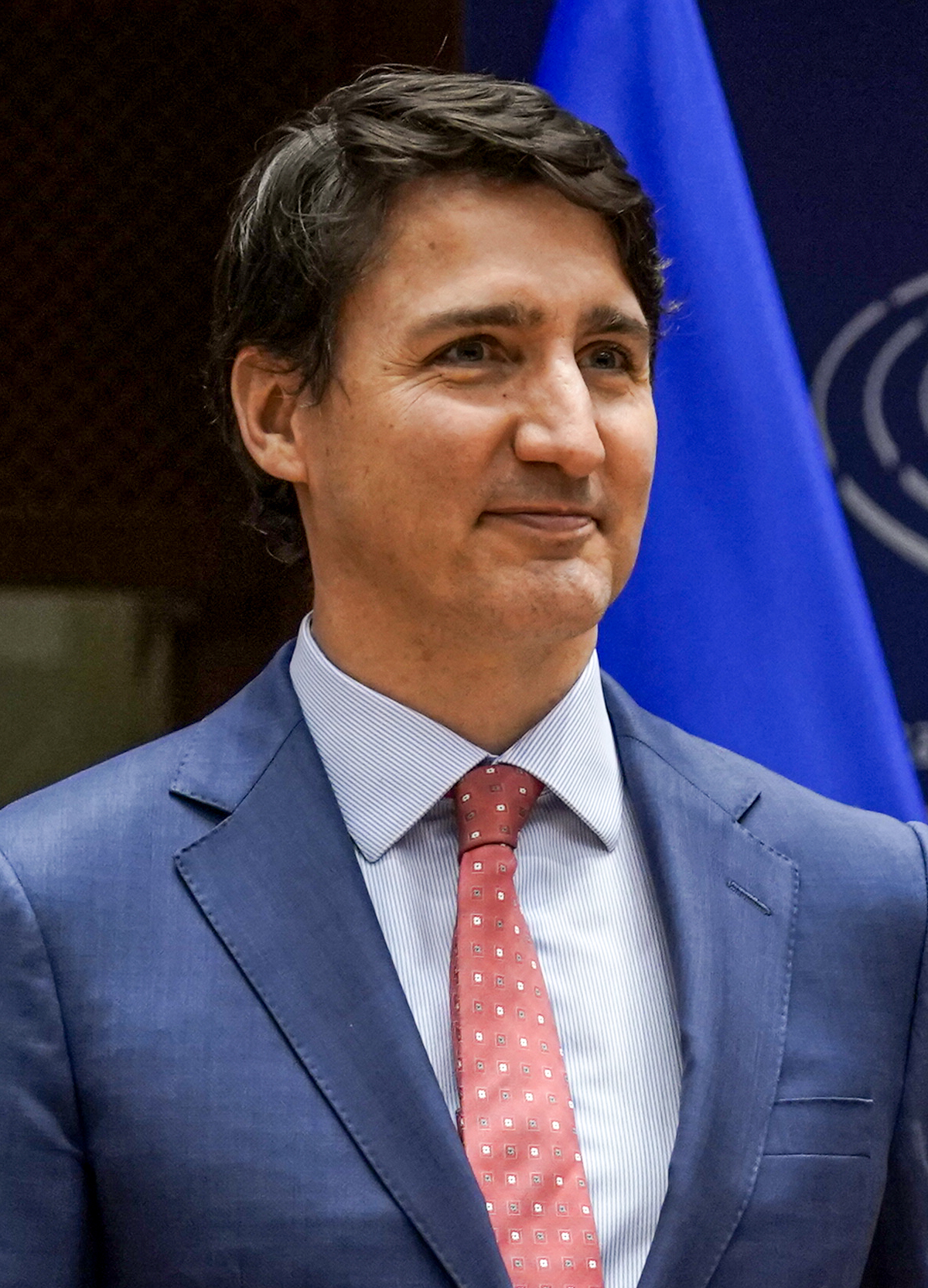
Канада Джастін Трюдо, Прем'єр-міністр
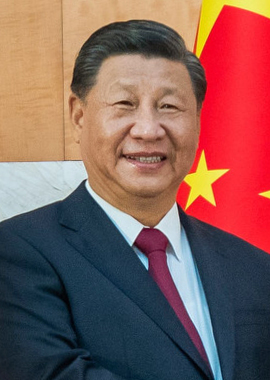
КНР Сі Цзіньпін, Голова
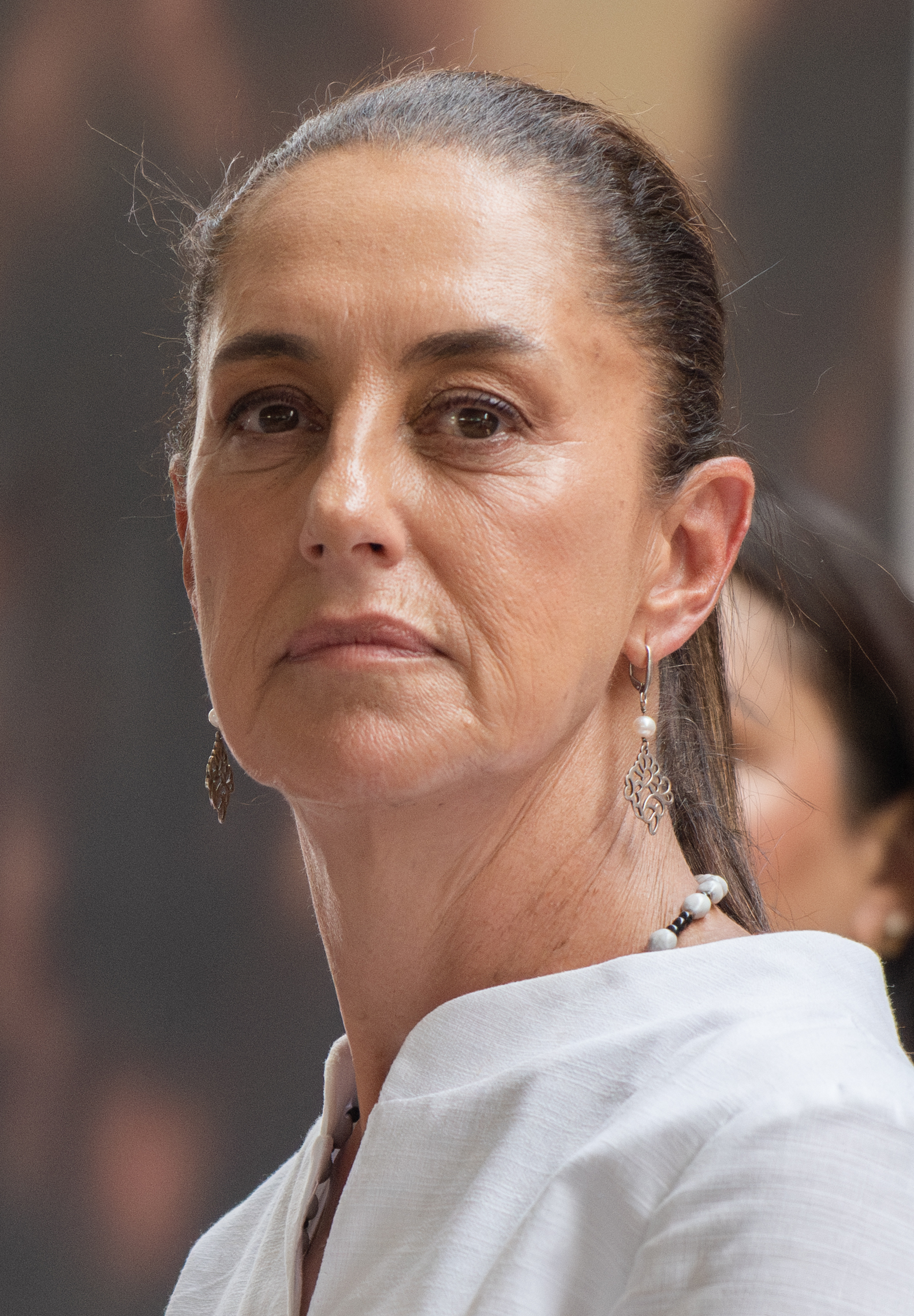
Мексика Клаудія Шейнбаум, Президент
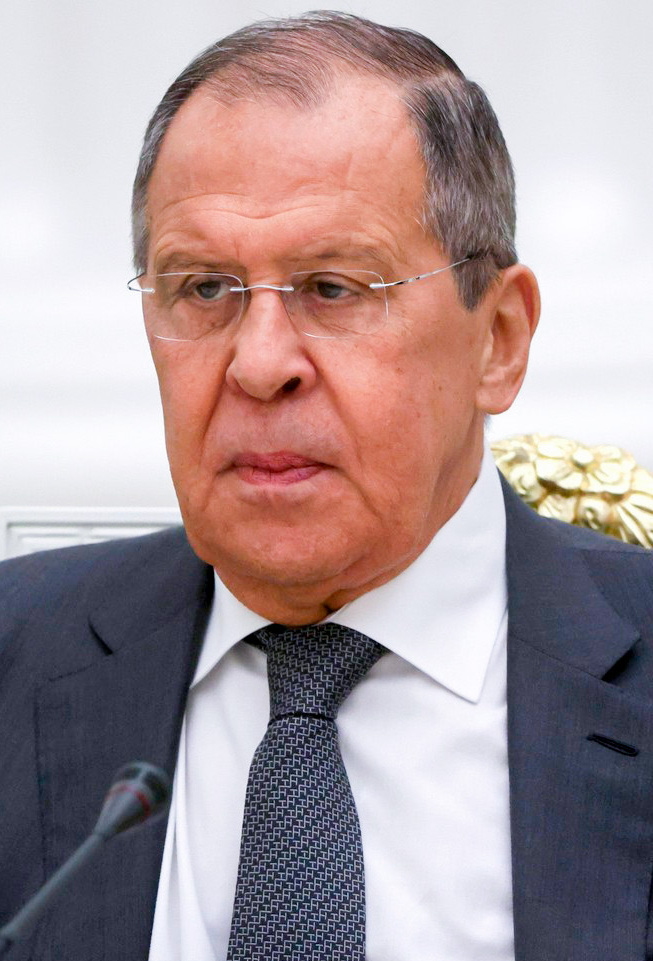
Росія Сергій Лавров, Міністр закордонних справ
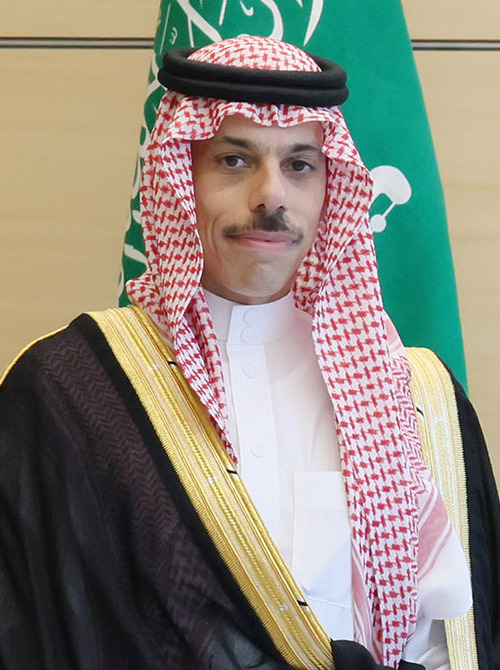
Саудівська Аравія Фейсал ібн Фархан Аль Сауд, Міністр закордонних справ
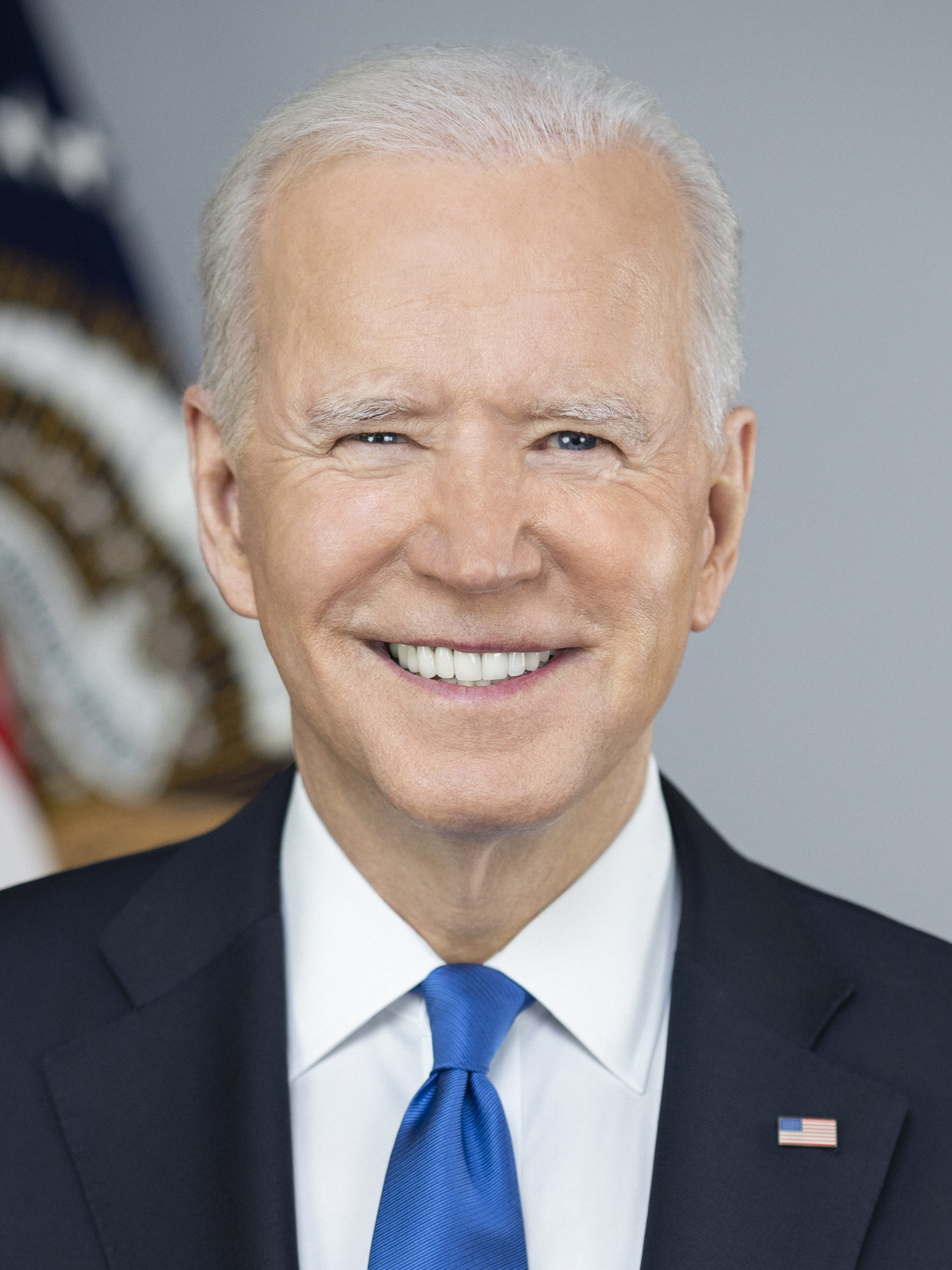
США Джо Байден, Президент
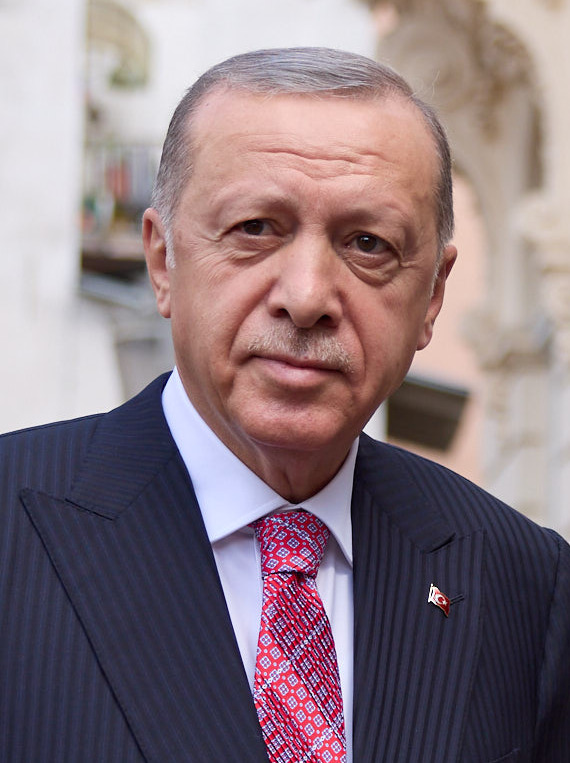
Туреччина Реджеп Ердоган, Президент
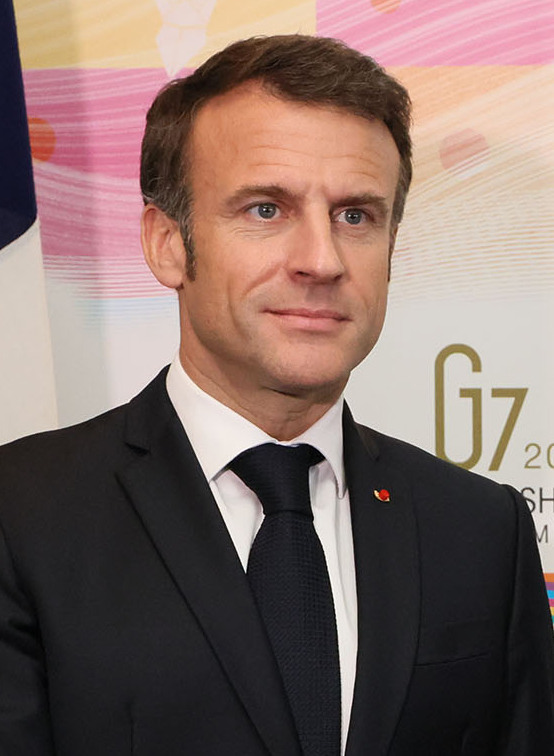
Франція Емманюель Макрон, Президент
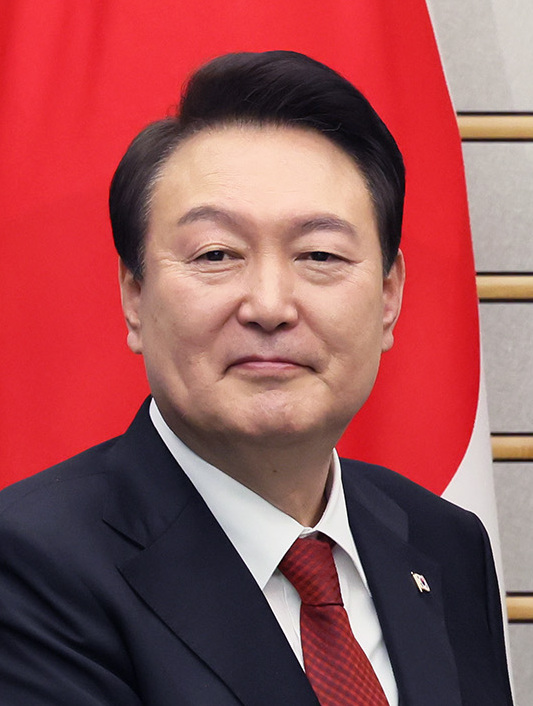
Південна Корея Юн Сок Йоль, Президент
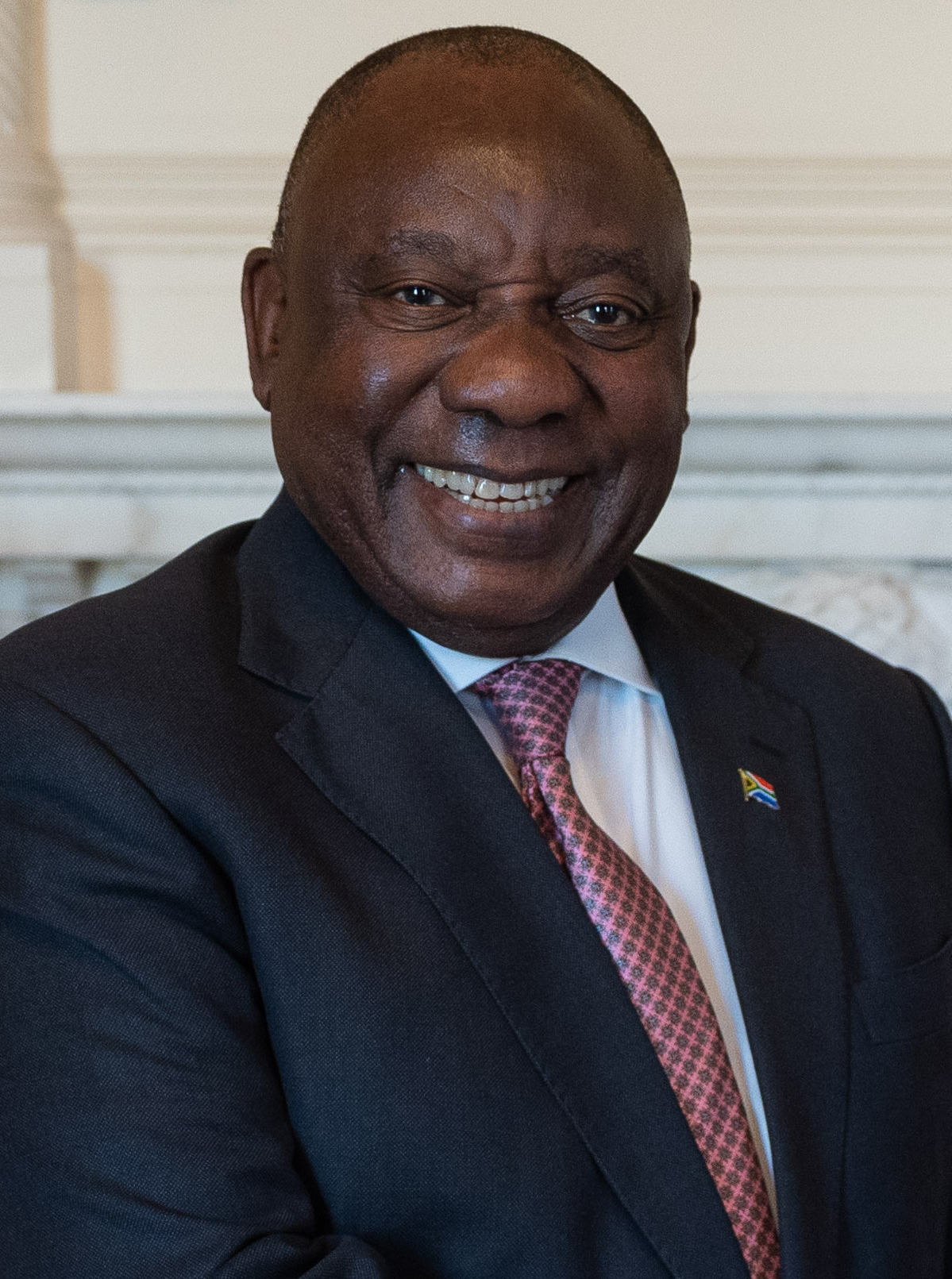
Південно-Африканська Республіка Сиріл Рамафоса,  Президент
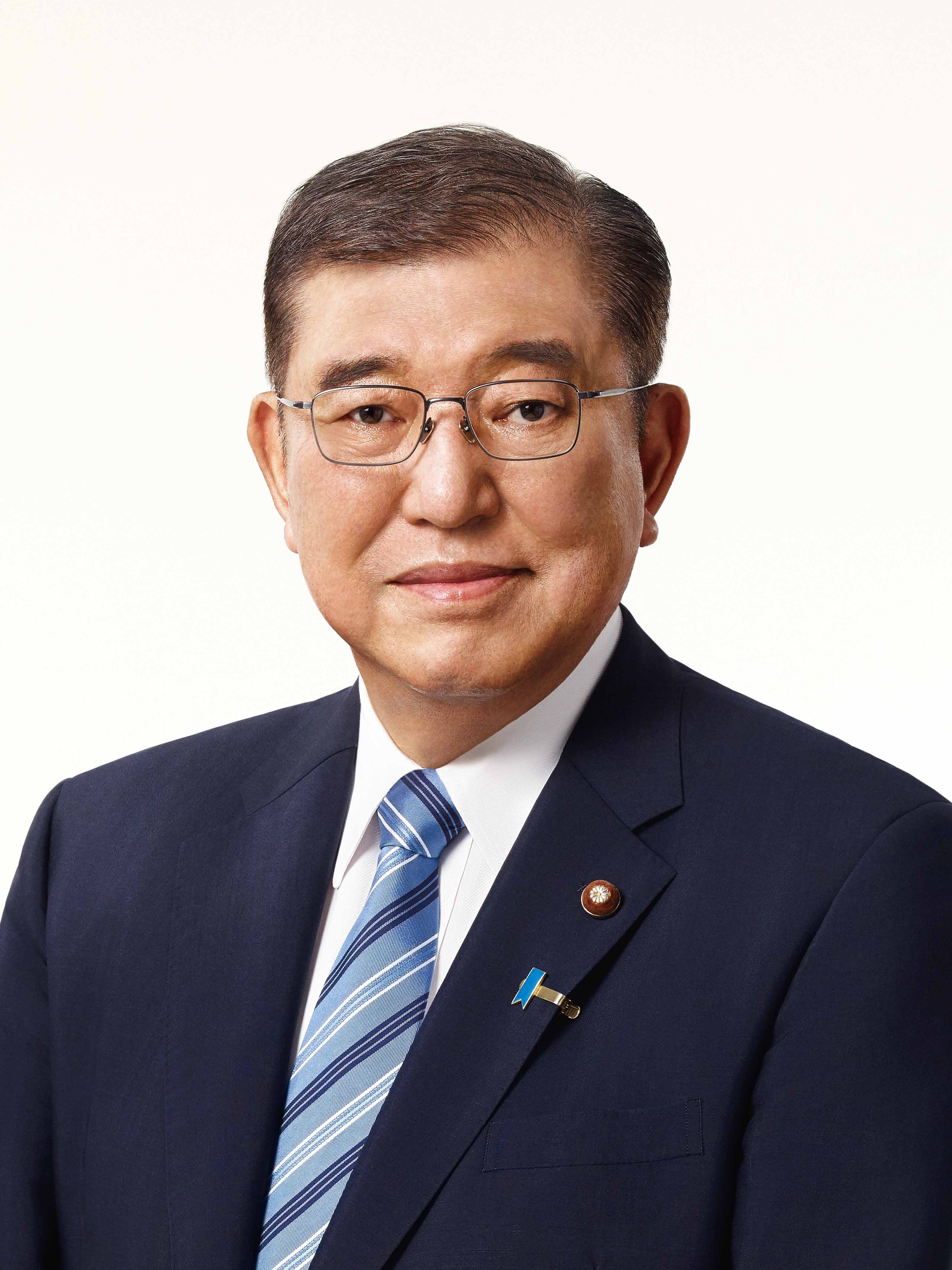
Японія Ісіба Сіґеру, Прем'єр-міністр
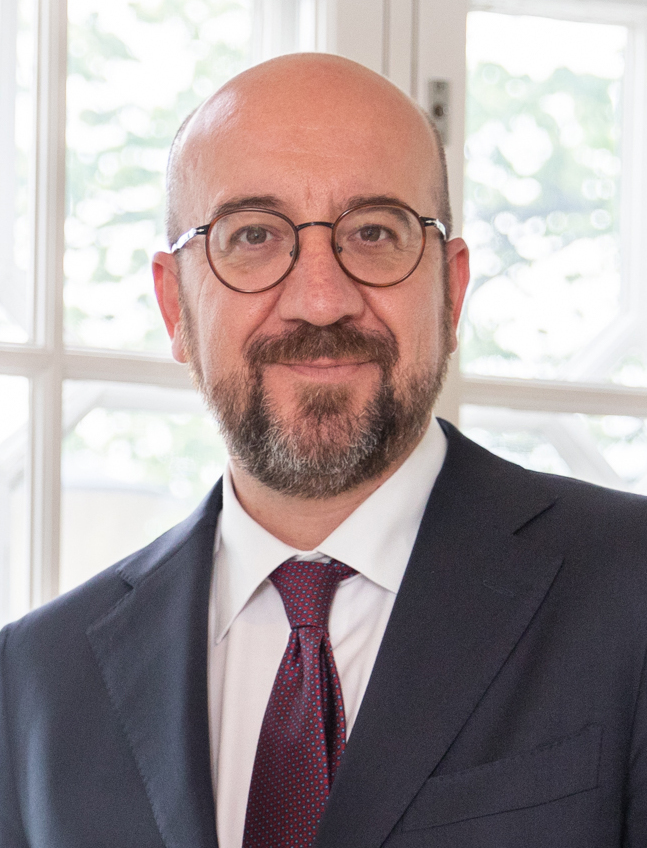
Європейський Союз Шарль Мішель, Голова Європейської Ради
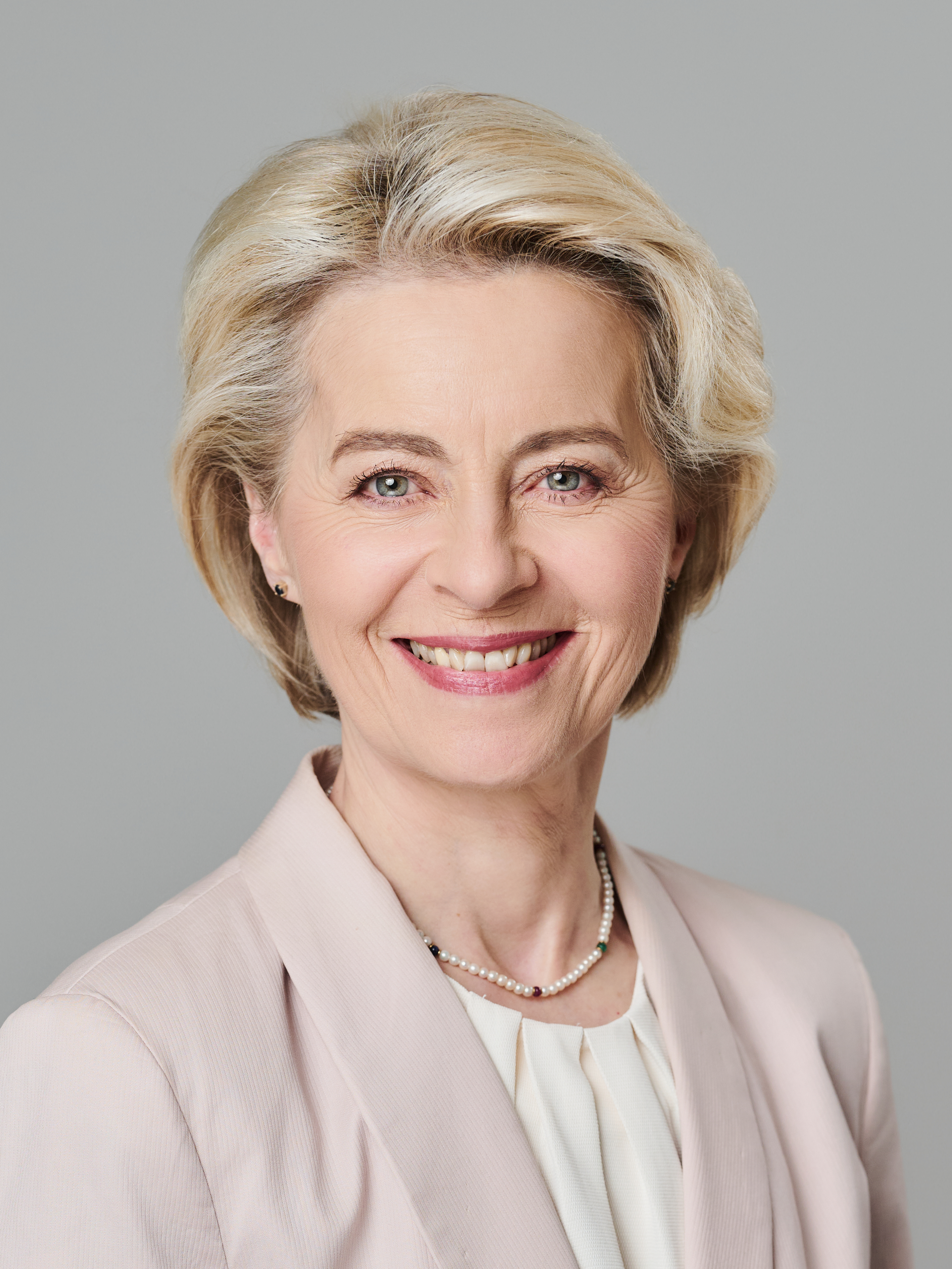
Європейський Союз Урсула фон дер Ляєн, Голова Європейської комісії

### Запрошені, як гості

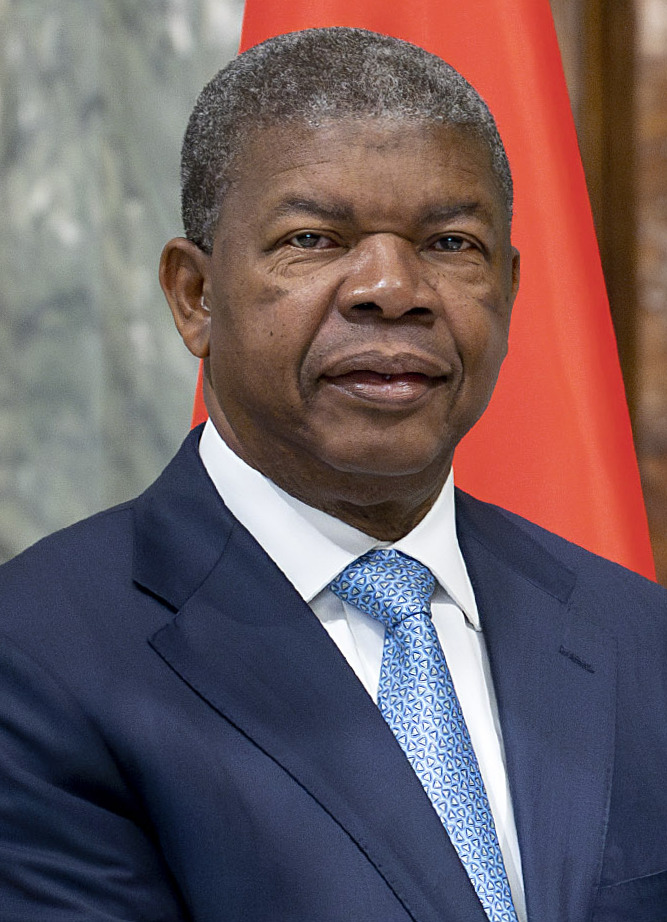
Ангола Жуан Лоренсу, Президент
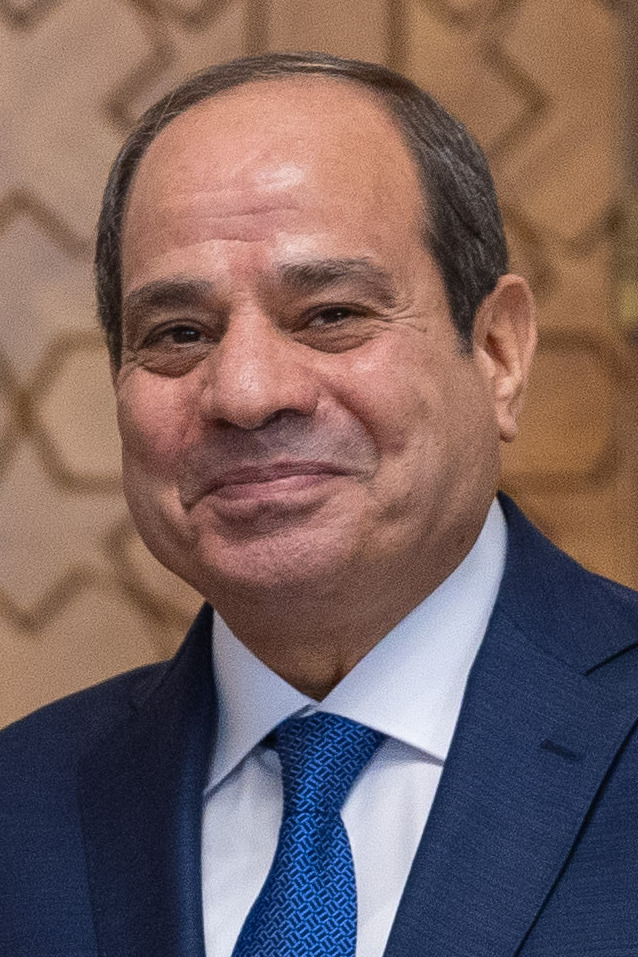
Єгипет Абдель-Фаттах Ас-Сісі, Президент
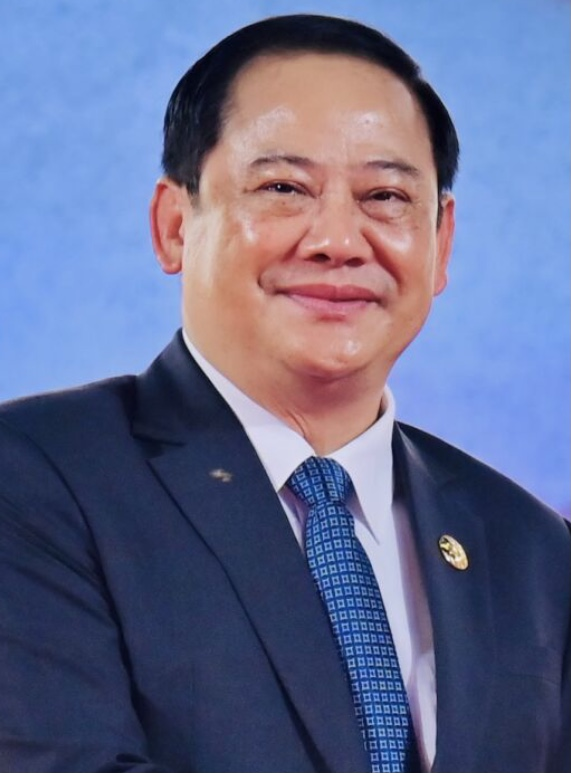
Лаос Сонексай Сіпхандон, Прем'єр-міністр
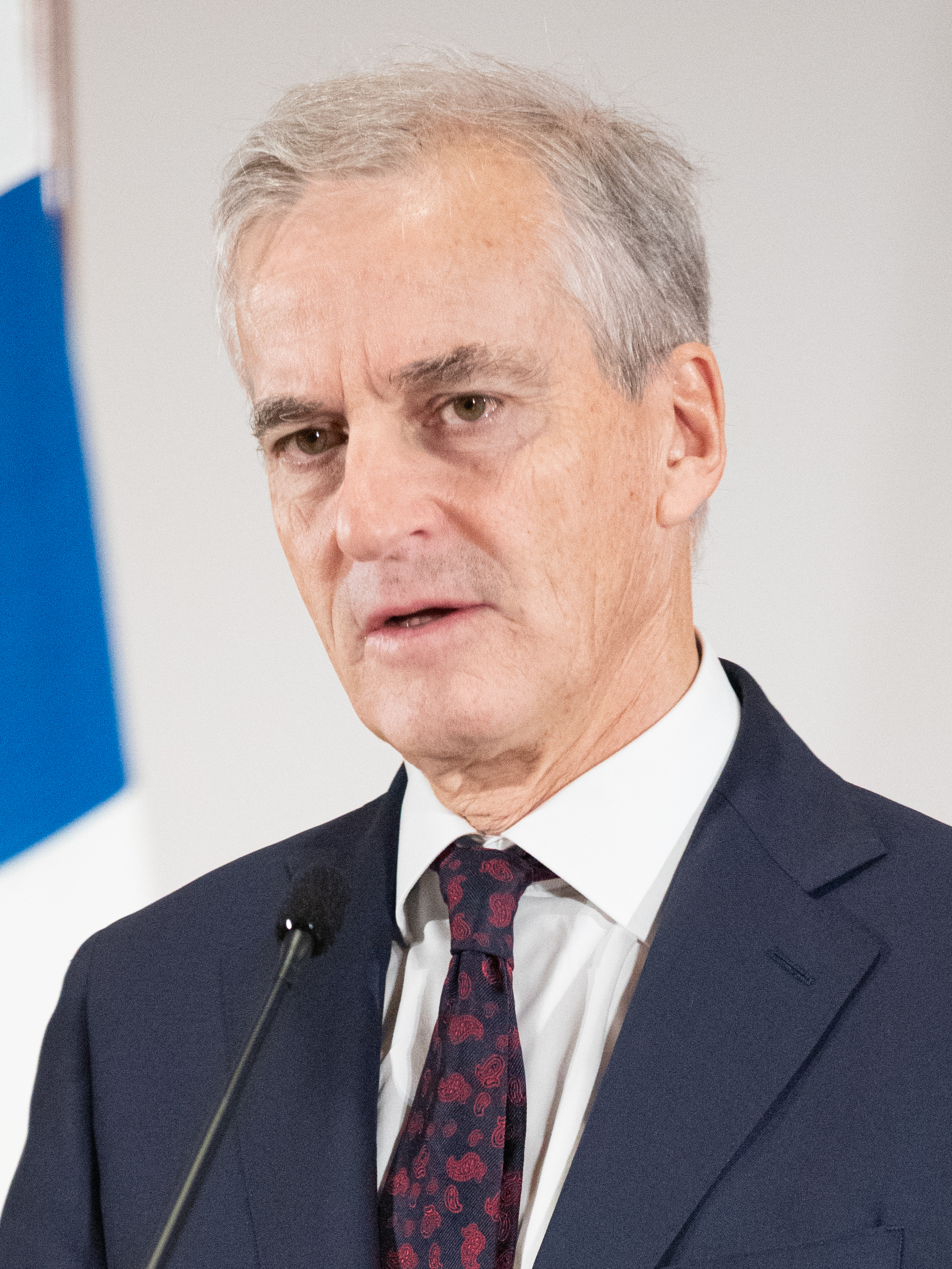
Норвегія Йонас Гар Стере, Прем'єр-міністр
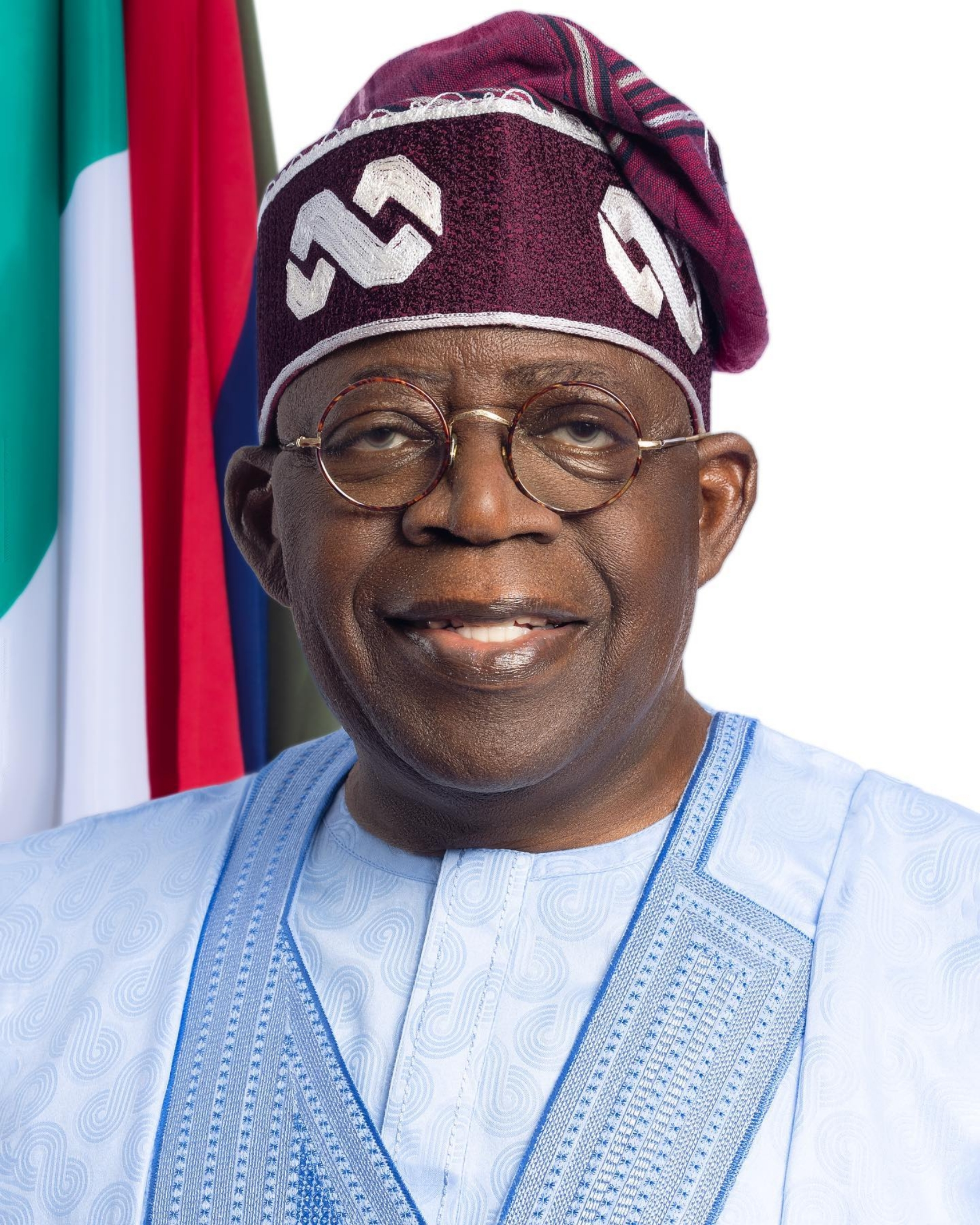
Нігерія Бола Тінубу, Президент
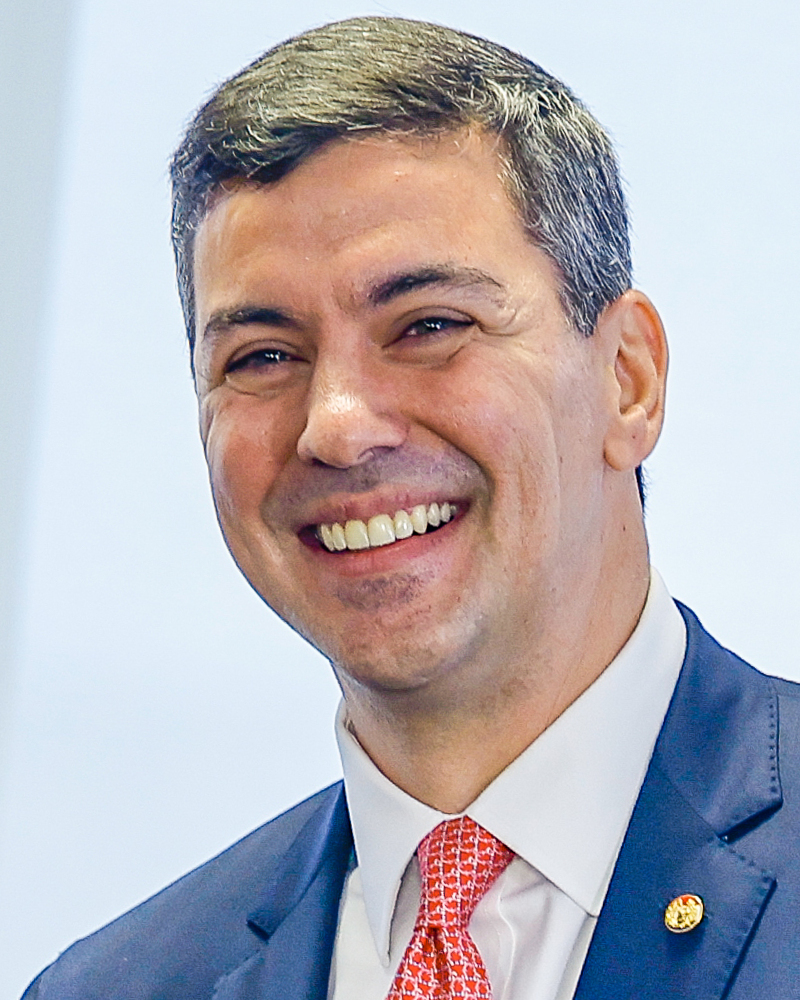
Парагвай Сантьяго Пенья, Президент
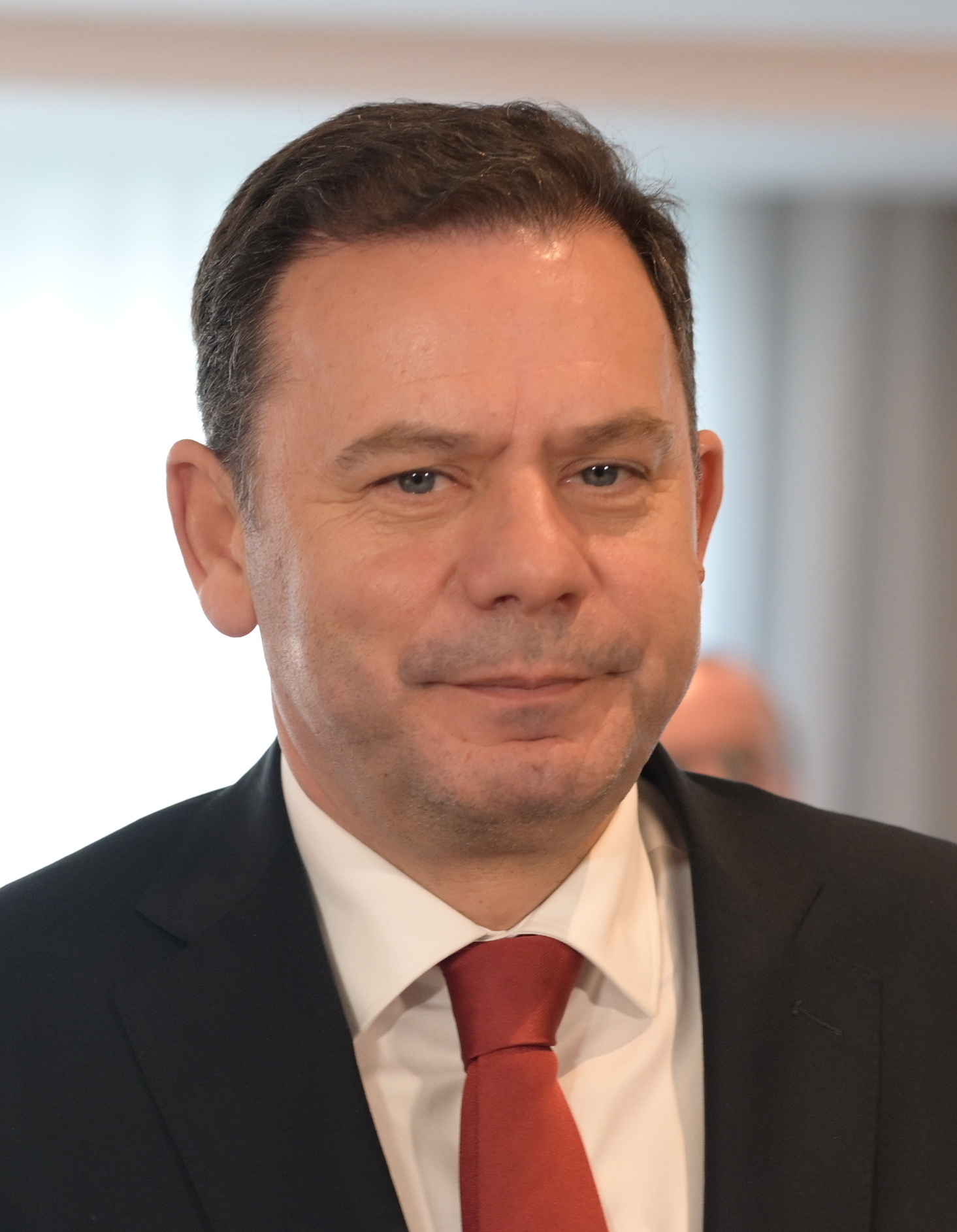
Португалія Луїш Монтенегру, Прем'єр-міністр
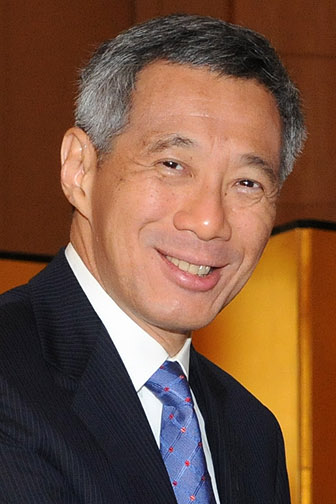
Сінгапур Лі Сянь Лун, Прем'єр-міністр
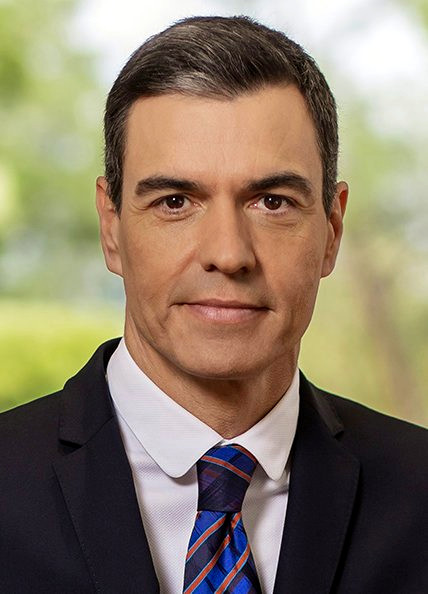
Іспанія Педро Санчес, Прем'єр-міністр
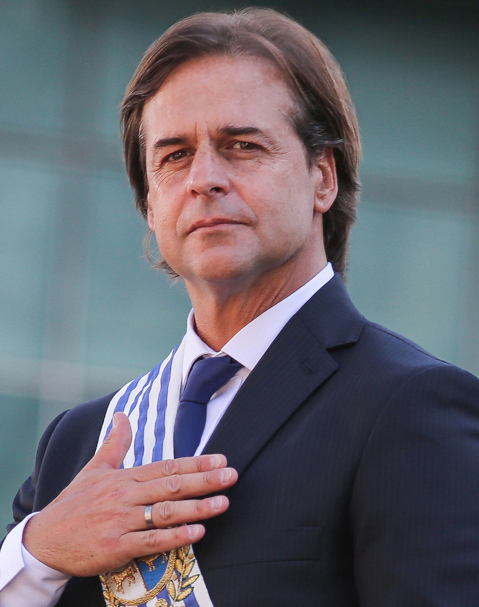
Уругвай Луїс Лакальє Поу, Президент
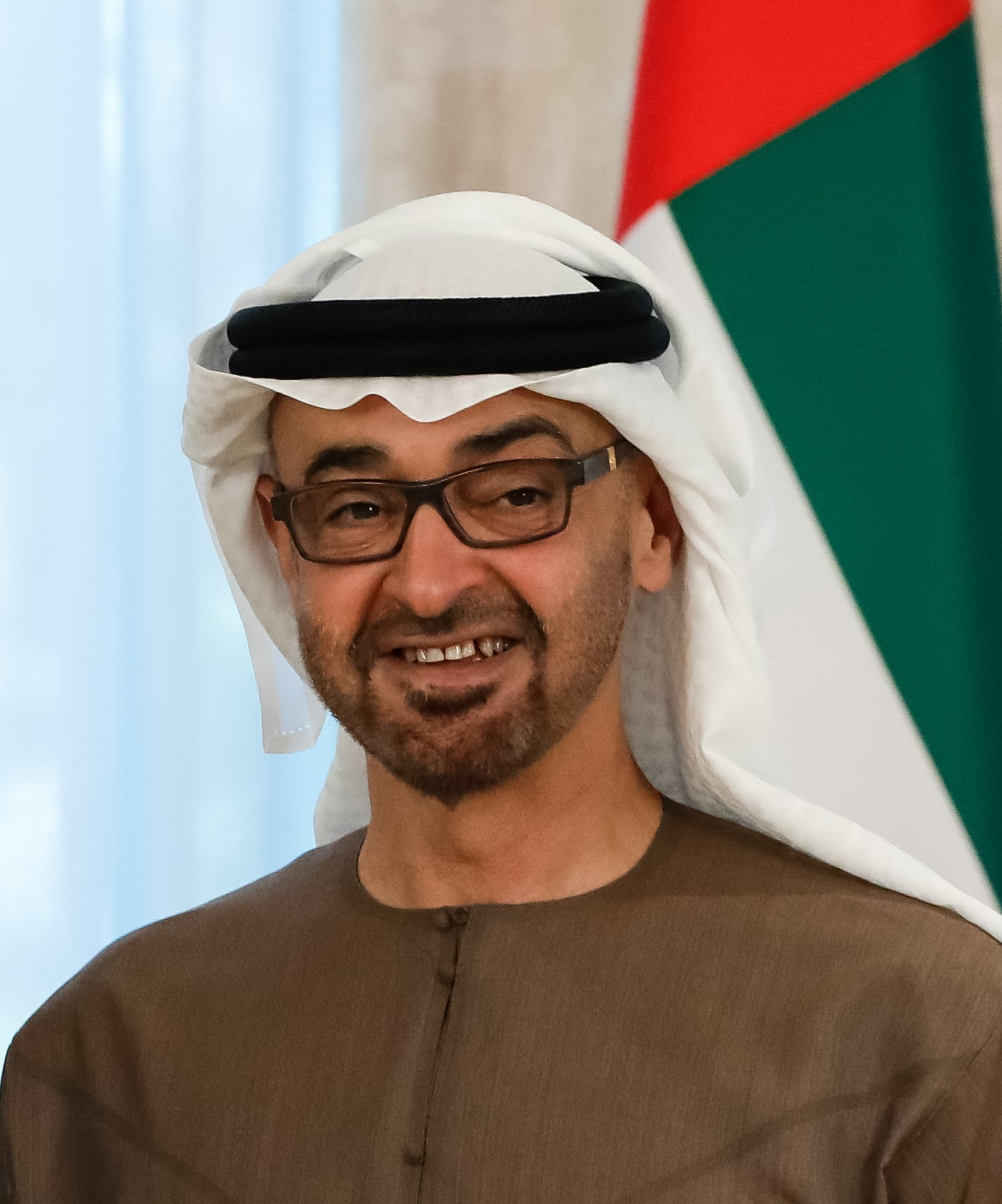
ОАЕ Мухаммад ібн Заїд Аль Нахайян, Президент

## "Українське питання"
У заяві лідерів «Великої двадцятки», прийнятій за підсумками саміту в Ріо-де-Жанейро, була лише одна згадка про війну в Україні . 
«Зокрема щодо війни в Україні, згадуючи наші обговорення в Нью-Делі, ми підкреслюємо людські страждання та негативні додаткові наслідки війни щодо глобальної продовольчої та енергетичної безпеки, ланцюжків постачань, макрофінансової стабільності, інфляції та зростання. Ми вітаємо всі відповідні та конструктивні ініціативи, які підтримують всеосяжний, справедливий та міцний мир, підтримуючи всі цілі та принципи Статуту ООН для сприяння мирним, дружнім та добросусідським відносинам між народами» 
На відміну від документа, підготовленого на  саміті G20 2023 року, у комюніке не було засудження ядерних погроз Росії . Також не було вимог припинити атаки на продовольчу та енергетичну інфраструктуру України .